# Cnodacophora nasoni
Cnodacophora nasoni är en tvåvingeart som först beskrevs av Cresson 1914.  Cnodacophora nasoni ingår i släktet Cnodacophora och familjen skridflugor. Inga underarter finns listade i Catalogue of Life.